# Galvezia fruticosa
Galvezia fruticosa är en grobladsväxtart som beskrevs av Johann Friedrich Gmelin. Galvezia fruticosa ingår i släktet Galvezia och familjen grobladsväxter. Inga underarter finns listade i Catalogue of Life.